# Hand of Blood: Live at Brixton
Hand of Blood: Live at Brixton är ett livealbum av det walesiska metalcorebandet Bullet for My Valentine. Det spelades in i Brixton, London och gavs ut i oktober 2006.

## Låtlista
1. "Hand of Blood" - 4:13
2. "Suffocating Under Words of Sorrow" - 3:50
3. "Cries in Vain" - 4:55
4. "Tears Don't Fall" - 6:07
5. "All These Things I Hate" - 3:53